# Жељезничка станица
Жељезничка станица је званично мјесто на жељезничкој прузи са најмање једном скретницом из којег се директно или даљински регулише саобраћај возова, а у којој воз отпочиње или завршава вожњу. У станици се може обављати улазак и излазак путника, као и утовар и истовар робе.
Према задатку у регулисању саобраћаја постоји неколико врста жељезничких станица. Осим жељезничке станице, постоји и жељезничко стајалиште.

## Терминологија
У британском енглеском, традиционална употреба фаворизује железничку станицу или једноставно станицу, иако је train station, што се често перципира као американизам, сада уобичајен као и железничка станица у писању; термин railroad station се не користи, док је railroad застарео. У британској употреби, реч станица се обично схвата као железничка станица, осим ако није другачије квалификовано.
У америчком енглеском, најчешћи термин у савременој употреби је train station; док су railroad station и railway station мање уобичајене, иако су биле чешћи у прошлости.
У Сједињеним Државама, термин депо се понекад користи као алтернативни назив за станицу, заједно са сложеним облицима train depot, railway depot и railroad depot – користи се и за путничке и за теретне објекте. Термин депо се не користи у контексту објеката за одржавање возила на америчком енглеском, док је у Великој Британији, па чак и суседној Канади, на пример.

### Жељезничко стајалиште
Жељезничко стајалиште је званично мјесто на прузи на којему се возови за превоз путника заустављају у складу са возним редом, само ради уласка и изласка путника, а у којему воз за превоз путника може почети или завршити вожњу.

## Историја
Прва светска забележена железничка станица била је Мaунт на Ојстермaут железници (касније позната као Свонси и Мамблс) у Свонсију, Велс, која је започела путнички саобраћај 1807. године, иако су возови били вучени коњском вучом, а не локомотивама. Двоспратна станица Маунт Клер у Балтимору, Мериленд, Сједињене Америчке Државе, која је опстала као музеј, први пут је видела путничке услуге као крајњу станицу железнице Балтимор и Охајо са коњском вучом 22. маја 1830.
Најстарија терминална станица на свету била је железничка станица Кроун Стрит у Ливерпулу, изграђена 1830. године, на линији Ливерпул-Манчестер која је вукла локомотиве. Станица је била нешто старија од још увек постојећег терминала железничке станице Ливерпул Роуд у Манчестеру. Станица је била прва која је уградила халу за возове. Станица Краун стрит је срушена 1836. године, пошто се терминална станица у Ливерпулу преселила на железничку станицу Лајм Стрит. Станица Краун стрит је претворена у терминал теретне станице.
Прве станице су имале мало зграда или погодности. Прве станице у модерном смислу биле су на железници Ливерпула и Манчестера, које су отворене 1830. године. Ливерпул Роуд станица у Манчестеру, друга најстарија терминална станица на свету, сачувана је као део Музеја науке и индустрије у Манчестеру. Она подсећа на низ џорџијских кућа.
Ране станице су понекад грађене са путничким и са робним објектима, иако су неке железничке линије биле само за робу или само за путнике, а ако је линија била двоструке намене, често би постојало складиште робе ван путничке станице.
Станице двоструке намене понекад се могу наћи и данас, иако су у многим случајевима објекти за робу ограничени на главне станице.
Многе станице датирају из 19. века и одражавају грандиозну архитектуру тог времена, дајући престиж граду, као и железничким операцијама. Земље у које су железнице стигле касније углавном и даље имају такву архитектуру, јер су касније станице често имитирале стилове из 19. века. Различити облици архитектуре коришћени су у изградњи станица, од оних са великим, замршеним зградама у барокном или готском стилу, до једноставнијих утилитаристичких или модернистичких стилова. Станице у Европи су имале тенденцију да прате британске дизајне и у неким земљама, попут Италије, финансирале су их британске железничке компаније.
Станице изграђене у новије време често имају сличан осећај као на аеродромима, са једноставним, апстрактним стилом. Примери модерних станица укључују оне на новијим железничким мрежама за велике брзине, као што су Шинкансен у Јапану, THSR у Републици Кини, TGV линије у Француској и ICE линије у Немачкој.

## Станични објекти
Станице обично имају канцеларије за продају карата, аутоматизоване машине за продају карата или обоје, иако се на неким линијама карте продају у возовима. Многе станице укључују продавницу или киоск. Веће станице обично имају објекте брзе хране или ресторана. У неким земљама станице могу имати и бар или паб. Остали садржаји станица могу укључивати: тоалете, оставишта пртљага, табеле за изгубљено и нађено, одласке и доласке, колица за пртљаг, чекаонице, такси стајалишта, аутобуске станице, па чак и паркинге. Веће станице или станице са особљем обично имају већи распон објеката укључујући и канцеларију за обезбеђење станице. Они су обично отворени за путнике када има довољно саобраћаја током довољно дугог временског периода да се оправдају трошкови. У великим градовима то може значити да су објекти доступни 24 сата дневно. Основна станица може имати само пероне, мада се и даље може разликовати од стајалишта, места за заустављање које можда чак и нема пероне.
Многе станице, било веће или мање, нуде размену са локалним превозом; ово може да варира од једноставног аутобуског стајалишта преко пута до подземних станица брзе градске железнице.
У многим афричким, јужноамеричким и азијским земљама, станице се такође користе као места за јавна тржишта и друге неформалне послове. Ово се посебно односи на туристичке руте или станице у близини туристичких дестинација.
Поред пружања услуга за путнике и објеката за утовар робе, станице понекад могу имати депое локомотива и шинских возила (обично са објектима за складиштење и пуњење горивом шинских возила и обављање мањих поправки).

## Рекорди

### Широм света
- Најпрометнија путничка станица на свету, са прометом од 3,5 милиона путника дневно (1,27 милијарди годишње), је станица Шинџуку у Токију.[18]
- Светска станица са највише перона је Гранд Централ Терминал у Њујорку са 44 перона.[19]
- Станица на свету са најдужом платформом је железничка станица Горакпур Џанкшон са дужином перона од 1335,40 метара и налази се у Утар Прадешу, Индија.[20]
- Највиша светска станица изнад нивоа земље (не изнад нивоа мора) је станица метроа Смит–Најнт Стритс у Њујорку.[21][22]
- Кони Ајлaнд – Стилвел авенија у Њујорку је највећи узвишени терминал на свету са 8 колосека и 4 острвске платформе.[23]
- Железничка станица Шангај југ, отворена у јуну 2006. године, има највећи кружни провидни кров на свету.[24]